# Holzleitensattel
Der Holzleitensattel (1119 m ü. A.) ist ein Gebirgspass zwischen Nassereith und Obsteig in Tirol. Über den Sattel führt die B 189 mit einer Länge von etwa 25 km, die eine wichtige und viel befahrene Verbindung vom Inntal zum Fernpass darstellt. Während der Anstieg im Osten über das Mieminger Plateau allmählich erfolgt, fällt der Sattel im Westen relativ steil ins Gurgltal (ca. 810 m ü. A.) ab. Die maximale Steigung beträgt 12 %.
Benannt ist der Sattel nach der Rotte Holzleiten (Gemeinde Obsteig), die in der Nähe der Passhöhe liegt.